# Ramos
Ramos é um bairro da Zona da Leopoldina, na Zona Norte do município do Rio de Janeiro, no Brasil. Bairro carioca tradicional e um dos principais redutos do samba e chorinho carioca, faz limites com os bairros Olaria, ao norte, Complexo do Alemão, a oeste, Bonsucesso, ao sul, e Maré, que fica no outro lado da Avenida Brasil, a leste. Seu IDH, no ano 2000, era de 0,857, o 47º melhor do município do Rio de Janeiro.

## História
Região de antigos engenhos de açúcar, chácaras e olarias que remontam ao século XVIII, no século XIX também viveu o surto do café.
A região do atual bairro de Ramos pertencia à Fazenda do Engenho da Pedra (depois Fazenda N.S. de Bonsucesso), dentro da Sesmaria de Inhaúma. Ainda no século XVII, foram pioneiras as Estradas Velha do Engenho da Pedra e a Estrada Nova do Engenho da Pedra (atual Av.Teixeira de Castro), que davam acesso à região. Existiam outros caminhos que se comunicavam com o litoral, onde chegavam no “Cais de Pedra”, uma enorme pedra junto a Praia do Apicú (atual Praia de Ramos).
Em 1868, com a inauguração da Estrada de Ferro Leopoldina, o capitão José Fonseca Ramos exigiu a construção de uma estação de trem em sua fazenda, uma vez que a ferrovia cruzava as suas terras. Essa iniciativa, que pretendia dar maior comodidade à sua família e agregados, fez nascer um dos mais tradicionais bairros do Rio de Janeiro.

A região ganhou um grande desenvolvimento quando foi urbanizada pelo engenheiro Joaquim Vieira Ferreira Sobrinho, que, por volta de 1910, fundou a Vila Gérson e a escola Gérson. Até hoje, vários logradouros ainda tem o nome dos parentes deste engenheiro, como a Rua Miguel Vieira Ferreira (seu pai), Rua Gerson Ferreira (seu filho) e a Rua Ruth Ferreira (sua esposa).

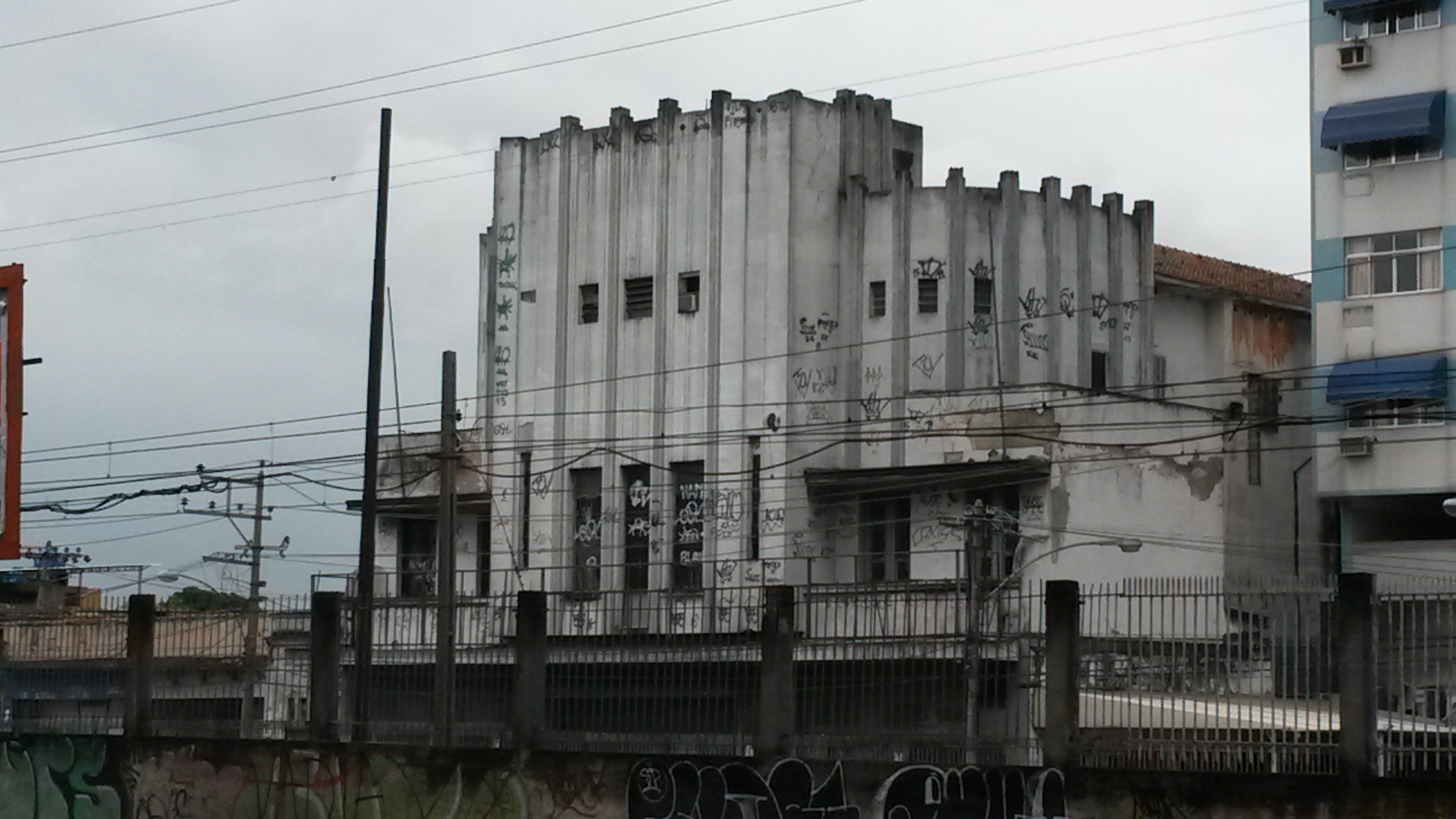
Cine Rosário, construído com 1442 lugares em 1938.

Já no século XX, Ramos foi um dos redutos da elite da chamada Zona da Leopoldina. O Social Ramos Clube era frequentado por moradores ilustres e os convites para os seus salões eram disputados. Em 1938, o Cine Rosário era um dos maiores do Rio de Janeiro com seu projeto arquitetônico art decó.
Entre as agremiações carnavalescas do bairro, destaca-se a escola de samba Imperatriz, oito vezes campeã no carnaval carioca. O Grêmio Recreativo Cacique de Ramos, fundado em 1961, tem sede em Olaria., Ramos sempre se posicionou com enorme relevância no samba do Rio de Janeiro.

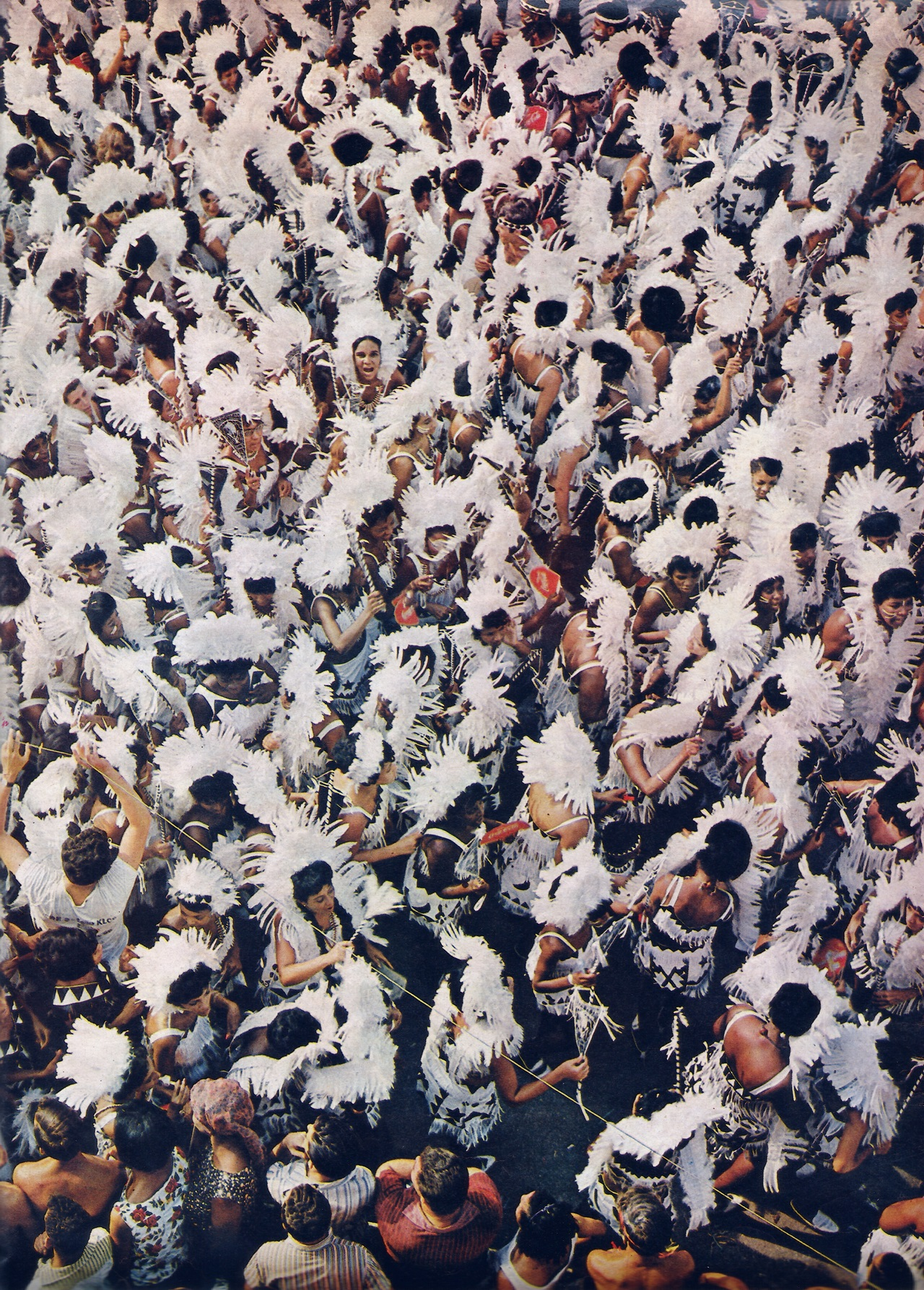
Bloco Cacique de Ramos, Carnaval do Rio de Janeiro, 1966

Grandes nomes da música brasileira ligam-se ao bairro como os dos compositores Pixinguinha, Villa-Lobos e, mais recentemente, Zeca Pagodinho e Almir Guineto.
Pixinguinha compôs o Hino de Ramos em 1965, para os festejos de 80 anos do bairro.

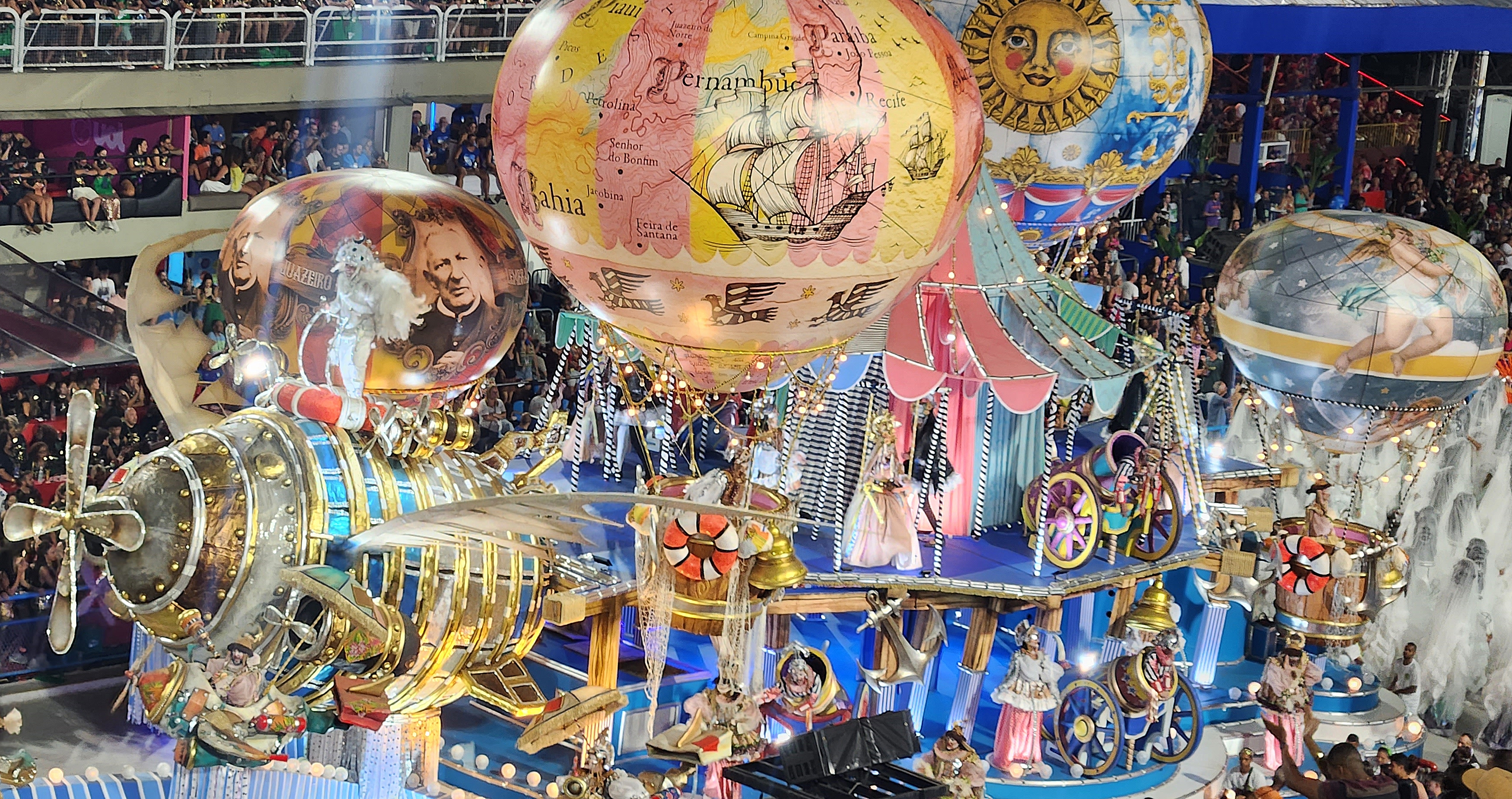
Desfile de 2023 da GRES Imperatriz Leopoldinense

Villa-Lobos tornou-se assíduo frequentador ao conhecer a sua futura esposa durante uma visita a um amigo, músico, morador do bairro. Veio a ser, inclusive, um dos fundadores do bloco carnavalesco Recreio de Ramos.
Zeca Pagodinho e Almir Guineto ligam-se ao nome do Cacique de Ramos, que também é o berço de grupos como o Fundo de Quintal. Em 2009, a escola de samba Imperatriz, através do enredo "Imperatriz… Só quer mostrar que faz samba também" homenageou o bairro de Ramos na Marquês de Sapucaí.

Em 2012, o programa de Unidades de Polícia Pacificadoras (UPP) foi levado até o grupo de favelas que fazem vizinhança ao bairro pelo Sul. Este grupo de comunidades fazem parte do Complexo do Alemão e após este processo reduziu-se os índices de violência e criminalidade de todo o entorno.
Possui uma tradicional vizinhança capaz de contar histórias da época em que os morros eram propriedades privadas. Cortado pela linha férrea, o bairro possui uma praia eternizada no samba de Dicró Praia de Ramos. Até a década de 1970, início da década de 1980, ainda era utilizada pelos banhistas usuais, sendo a partir de então impraticável o uso, devido à péssima qualidade da água. Em 1994, com a definição dos limites geográficos do bairro da Maré a Praia de Ramos passou a fazer parte deste novo bairro. Em 15 de Dezembro de 2001, durante o governo Garotinho, inaugurou-se nesta mesma praia o Piscinão de Ramos, que apesar de ter o nome de Ramos, baseia-se apenas na Praia homônima no bairro da Maré.

Em 2014 construiu-se a Transcarioca, mais uma opção de transporte ao bairro através de BRT. A implantação da mesma não veio acompanhada pelo prometido urbanismo do entorno marcando Ramos com um grande abandono pela Prefeitura do Rio de Janeiro, sob gestão de Eduardo Paes, em suas áreas públicas, impacto ambiental, além de desprover o bairro de áreas públicas para o lazer da população, contrário ao previsto no Relatório Ambiental Simplificado do projeto:

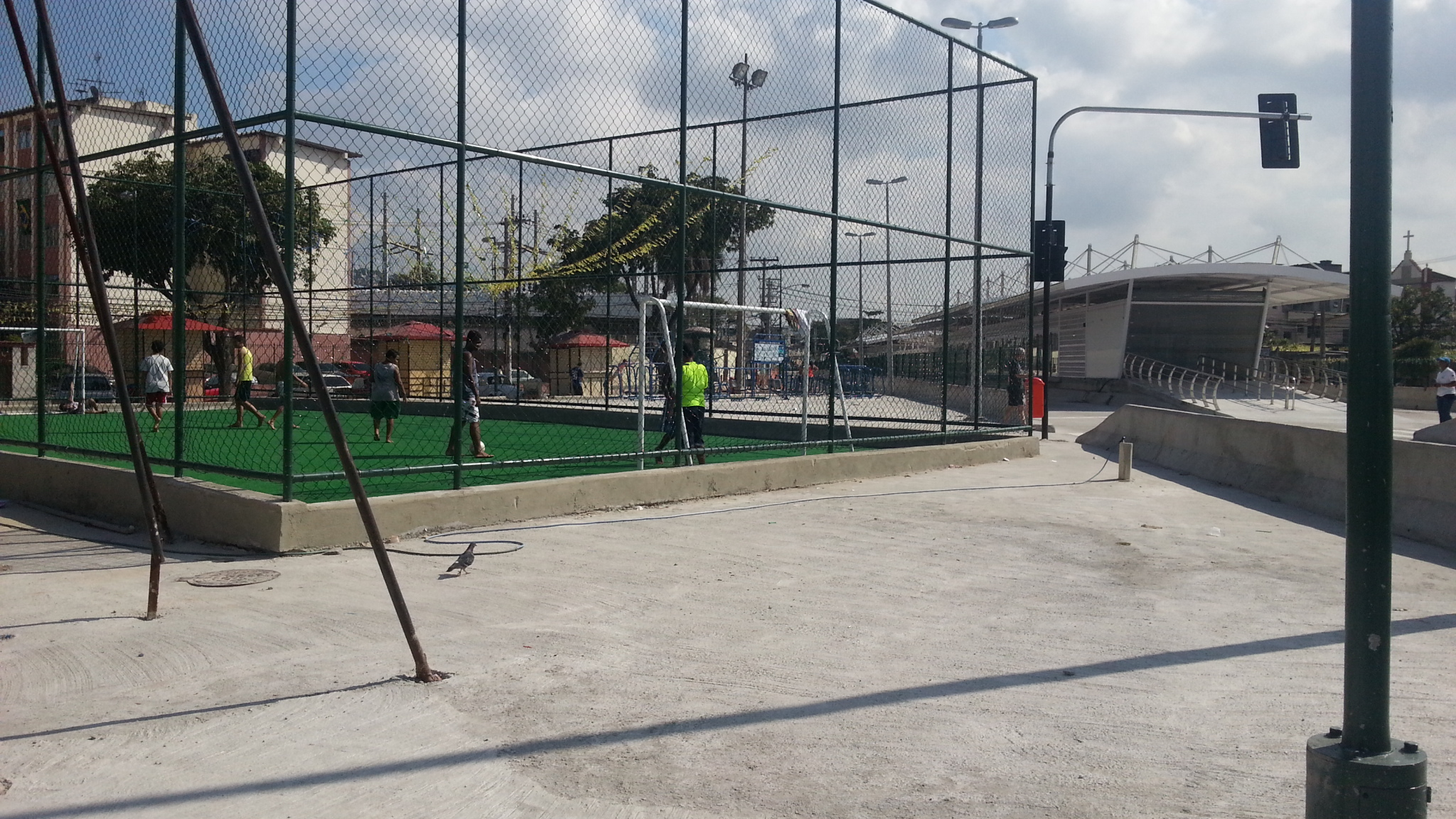
Praça Professor Mourão Filho, Ramos. Parcialmente utilizada para a Estação BRT Santa Luzia, do Transcarioca

"As praças, segundo os dados do IPP, são o tipo de espaço público mais comum nos bairros estudados, nas quais a população pode encontrar brinquedos infantis, quadras de esporte, bem como realizar atividades de comunhão social. A ausência de parques em todos os bairros e a ausência de jardins em Ramos, Olaria e Penha - bairros densamente habitados - nos revela que as praças são os espaços fornecidos pelo Estado para a socialização. No entanto, essas ainda se mostram em quantidade insuficiente, considerando as necessidades locais. "
A destruição de áreas verdes de lazer públicas e as condições de poluição de seus rios, que acabaram sendo abandonados no Plano de Despoluição da Baia da Guanabara, foram assuntos que ganharam relevância internacional durante os jogos Olímpicos, sendo como exemplo de um Legado Olímpico negativo para o mundo.

## Demografia
O bairro ocupa a 47ª posição (dados 2000) dentre os bairros do município em relação ao índice de desenvolvimento humano com índice de 0,857. O IDH-L (Longevidade) é de 0,816, IDH-E (Educação) é de 0,943 e IDH-R (Renda) com índice de 0,813. A população de Ramos é de 40792 habitantes, sendo esta aproximadamente 47% masculina e 53% feminina.
25% da população é menor de 20 anos de idade, 58% da população está entre 20 e 64 anos de idade, e o restante 17% estão acima de 65 anos de idade.
A renda per capita do bairro de Ramos é de 2464 reais por pessoa. O bairro possui 11819 domicílios, sendo estes 56% casas, 43,5% apartamentos e 0,5% de Cômodos

## Dados
O bairro de Ramos é sede da região administrativa de Ramos. Os integrantes da região administrativa são: Ramos, Bonsucesso, Olaria e Manguinhos. Ramos também é integrante de uma região não oficial, de identificação cultural e histórica da população, chamada de Zona da Leopoldina
A denominação; delimitação e codificação do bairro foi estabelecida pelo Decreto Nº 3158, de 23 de julho de 1981 com alterações do Decreto Nº 5280 de 23 de agosto de 1985 e pela Lei Nº 2055 de 9 de dezembro de 1993, que delimita a região administrativa e o bairro do Complexo do Alemão e pela Lei Nº 2119 de 19 de janeiro de 1994 que cria o bairro da Maré.
Ramos faz parte do calendário de datas oficiais comemorativas do Rio de Janeiro, sendo a semana de 23 de Outubro uma semana dedicada ao bairro.

## Transporte

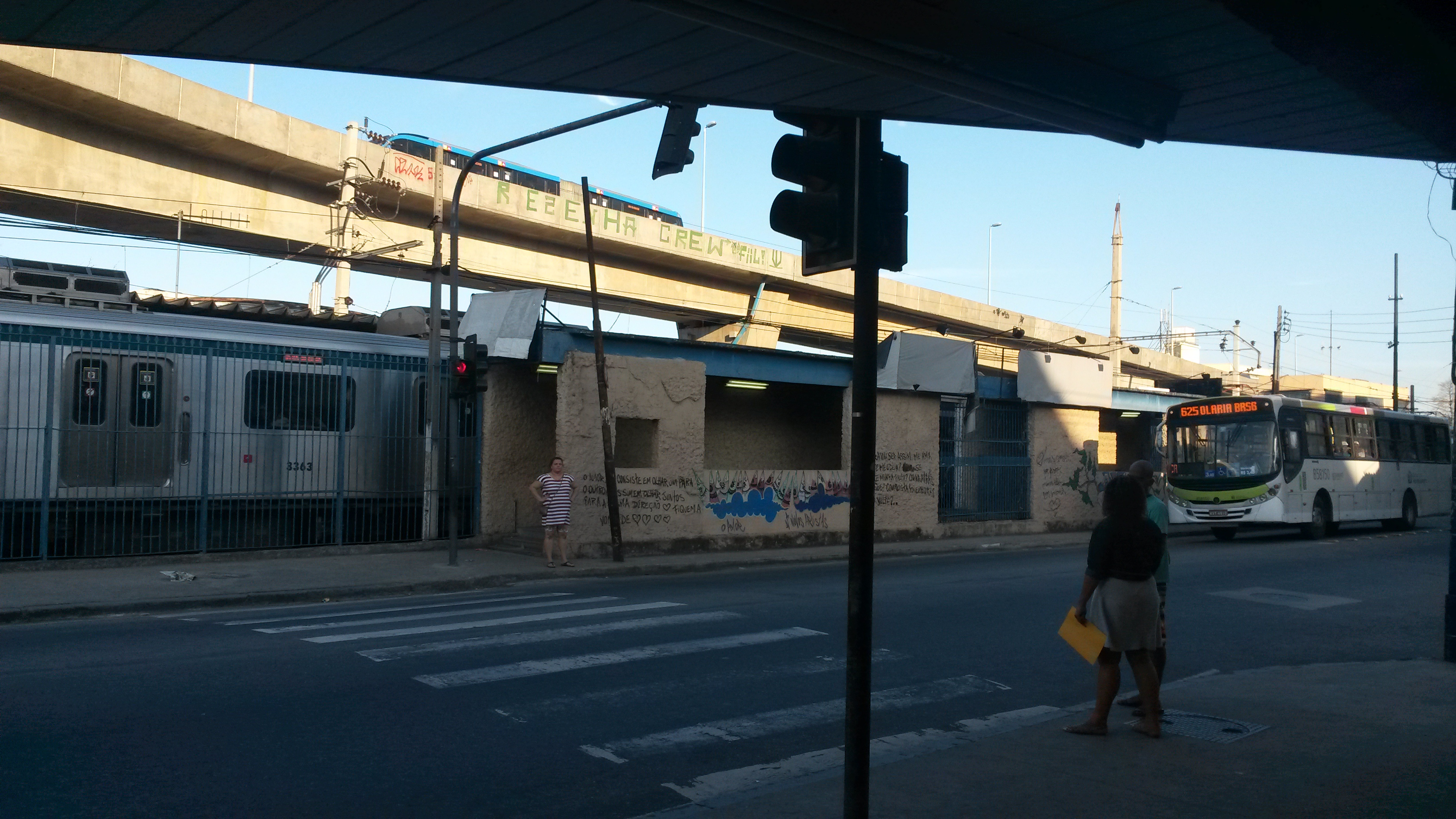
Estação de trens de Ramos

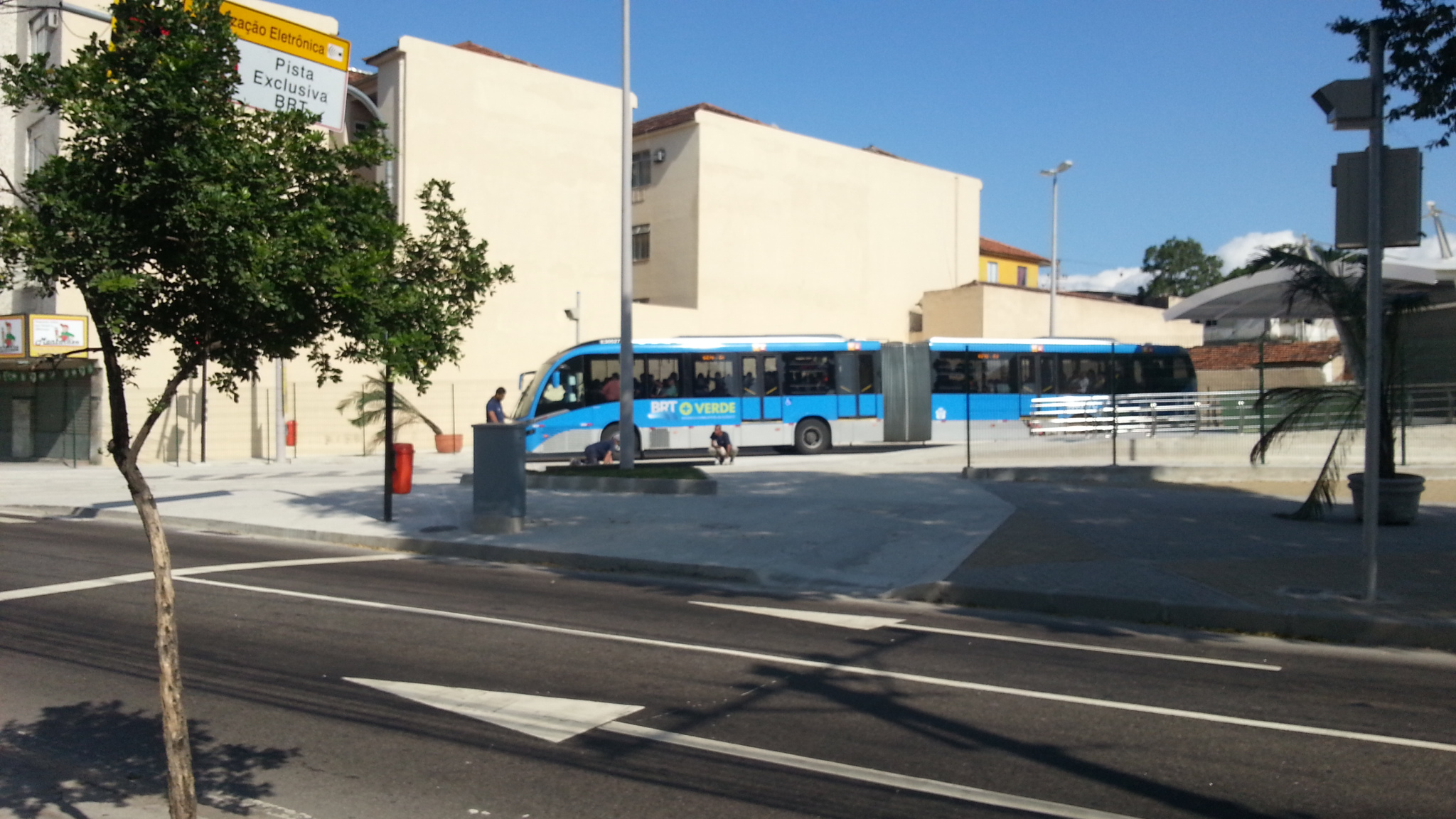
Estação BRT Cardoso de Moraes em Ramos

### Ônibus
O sistema viário do bairro integra todas as regiões do município do Rio de Janeiro (zonas norte, sul e oeste), além de possuir integração com outros municípios da Região Metropolitana do Rio de Janeiro.
A linha 940 (Ramos x Madureira), da Caprichosa Auto Onibus é a única linha de ônibus com ponto final no bairro, na altura da Avenida Brasil. A linha passa pelos bairros de Olaria, Penha, Penha Circular, Brás de Pina, Vila da Penha, Vista Alegre, Irajá, Vicente de Carvalho, Vila Kosmos (apenas em direção a Ramos), Vaz Lobo e Madureira.

### BRT
O bairro  possui duas estações do BRT Transcarioca, a Estação Santa Luzia e a Estação Cardoso de Moraes, além das estações nos bairros vizinhos de Olaria e Maré.

### Trem
Ramos possui a Estação de Trem de Ramos que pertence a Linha de Saracuruna da SuperVia do Rio de Janeiro, que possui mais de 130 anos (23 de outubro de 1886), e na qual circulam quase 861.000 pessoas por ano(dados de 2015).

## Turismo

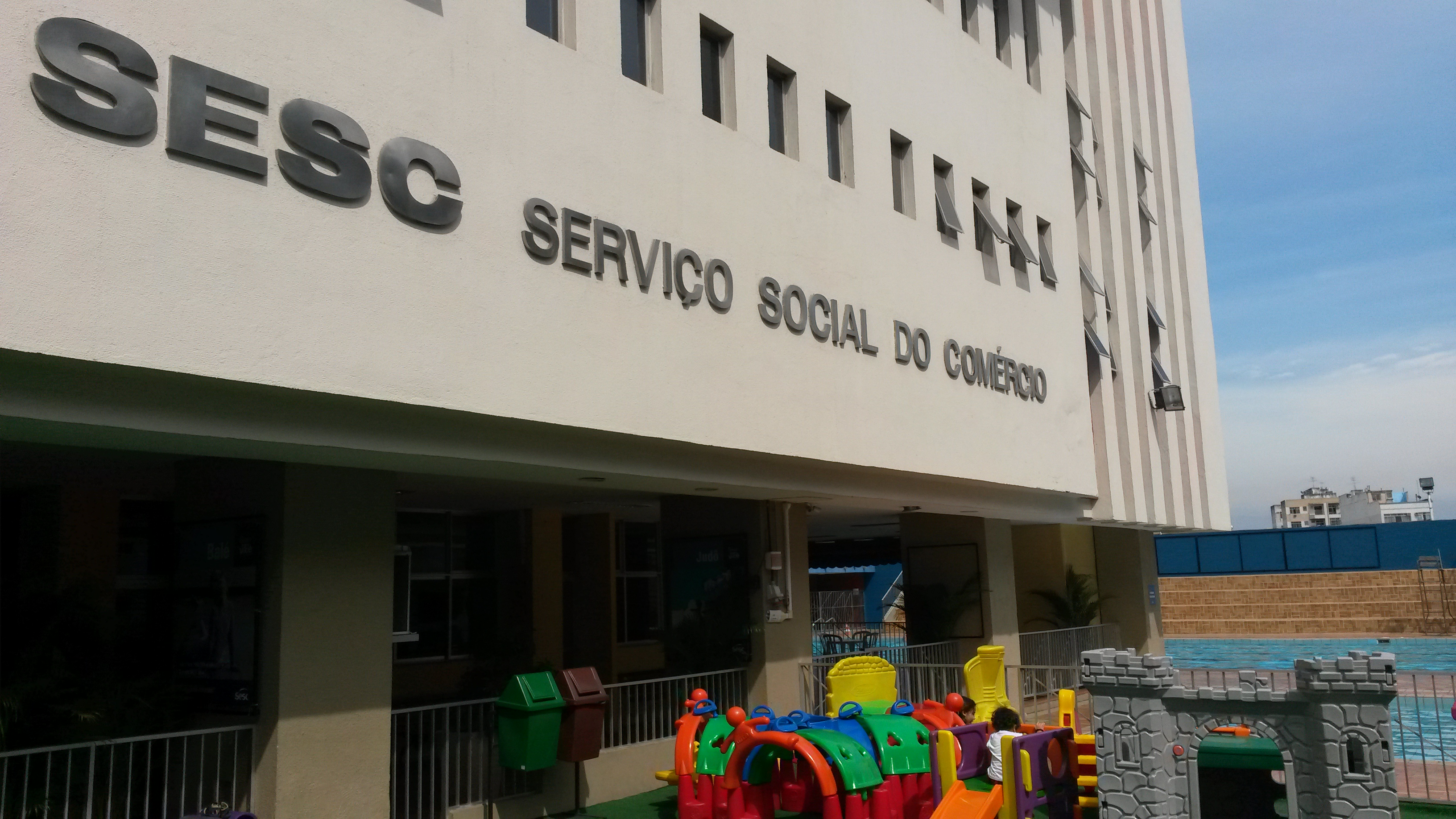
SESC de Ramos

Social Ramos Clube - Clube privado com estrutura aos seus sócios
SESC de Ramos - Clube dos Comerciários com atividades abertas a comunidade
Cacique de Ramos - Bloco Carnavalesco
GRES Imperatriz Leopoldinense - Escola de Samba
Cine Rosário - Antigo cinema construído em 1938, tombado em 1997

## Gravações
O bairro foi retratado na telenovela global Bandeira 2, exibida em 1971 e que teve grande parte de sua ambientação gravada na quadra da GRES Imperatriz Leopoldinense e em ruas do bairro. Já o Piscinão de Ramos, também ambientaria algumas cenas de outra telenovela global, O Clone, exibida em 2002 e que o tornou conhecido nacionalmente.